# 稲永駅
稲永駅（いなえいえき）は、愛知県名古屋市港区稲永一丁目にある、名古屋臨海高速鉄道あおなみ線の駅である。駅番号はAN09。

## 歴史
- 2004年（平成16年）
  - 9月20日：沿線区住民対象の試乗会にて公開。
  - 9月25日：名古屋市民対象の試乗会にて公開。
  - 10月6日：開業。

## 駅構造
相対式ホーム2面2線を有する高架駅。上下線のホームに安全対策として可動式ホーム柵を設置。バリアフリーへの対応として、上下線ともにエレベーターを各1基配置。
名古屋市道金城埠頭線（金城ふ頭線）を跨ぐ形で設置されているホームは完全な相対式ではなく、2番線側のホームが北方にずれて配置されている。あおなみ線の運行上の拠点駅であり、朝夕は近くの潮凪車庫から出庫した列車が当駅始発で運行されたり、乗務員の交代が行われる。他の中間駅の標準停車時間は30秒だが当駅のみ45秒である。
現在臨時扱いではあるが、名古屋方面からの最終電車も当駅止まりである。
通常は駅係員無配置駅であり、中島駅が当駅を管理している。

### のりば
| 番線 | 路線        | 方向 | 行先         |
| ---- | ----------- | ---- | ------------ |
| 1    | ■あおなみ線 | 下り | 金城ふ頭方面 |
| 2    | ■あおなみ線 | 上り | 名古屋方面   |

### 始発・終着電車
当駅の近くに潮凪車庫があるため、当駅を始発となる電車が、平日6・7・16・17時台に各1本ずつ、土・休日7時台に1本設定されている。
また、当駅終着電車が1本、名古屋方面からの最終電車に設定されている。

## 利用状況
2021年度の乗車人員は822,245人、同年度の1日平均乗車人員は2,253人である。飛島村方面からの利用も多い。
近年の年度別乗車人員の推移は下表のとおりである。
| 年度               | 乗車人員 | 乗車人員 |
| 年度               | 1日平均  | 年度毎   |
| ------------------ | -------- | -------- |
| 2004年（平成16年） | 1,160    | 205,263  |
| 2005年（平成17年） | 1,530    | 558,370  |
| 2006年（平成18年） | 1,706    | 622,785  |
| 2007年（平成19年） | 1,875    | 686,229  |
| 2008年（平成20年） | 1,964    | 716,824  |
| 2009年（平成21年） | 2,042    | 745,259  |
| 2010年（平成22年） | 2,103    | 767,638  |
| 2011年（平成23年） | 2,155    | 788,606  |
| 2012年（平成24年） | 2,259    | 824,505  |
| 2013年（平成25年） | 2,300    | 839,305  |
| 2014年（平成26年） | 2,338    | 853,347  |
| 2015年（平成27年） | 2,398    | 877,663  |
| 2016年（平成28年） | 2,459    | 897,652  |
| 2017年（平成29年） | 2,604    | 950,454  |
| 2018年（平成30年） | 2,601    | 949,349  |
| 2019年（令和元年） | 2,620    | 958,927  |
| 2020年（令和2年）  | 2,116    | 772,441  |
| 2021年（令和3年）  | 2,253    | 822,245  |

近くに地下鉄は通っていないが、利用客は北にある3駅（中島駅、名古屋競馬場前駅、荒子川公園駅）より少ない。しかし2021年時点では荒子川公園駅の利用客が激減したために名古屋駅、名古屋競馬場前駅（港北駅）に次いで多くなっている。

## 駅周辺

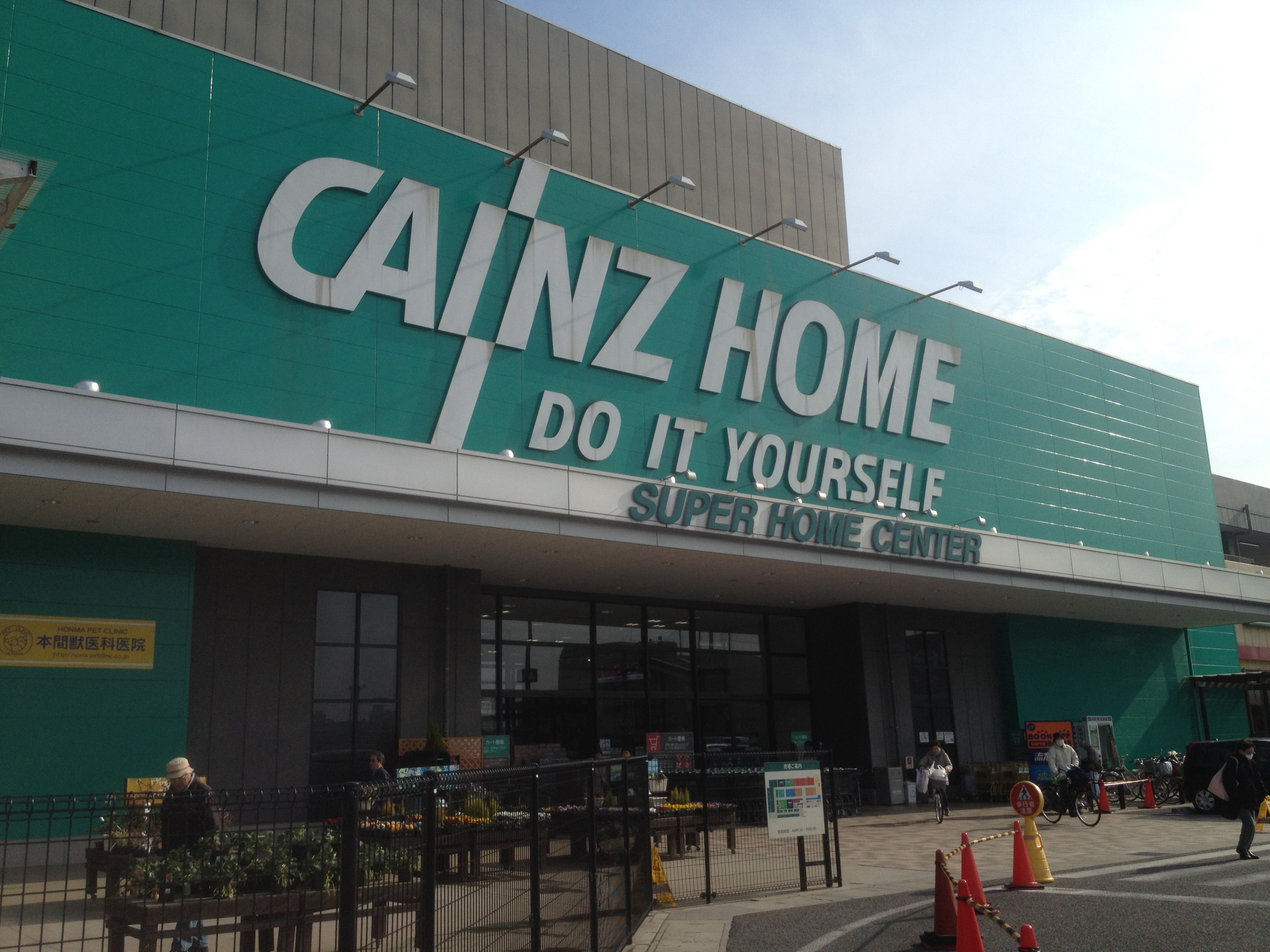
カインズモール名古屋みなと

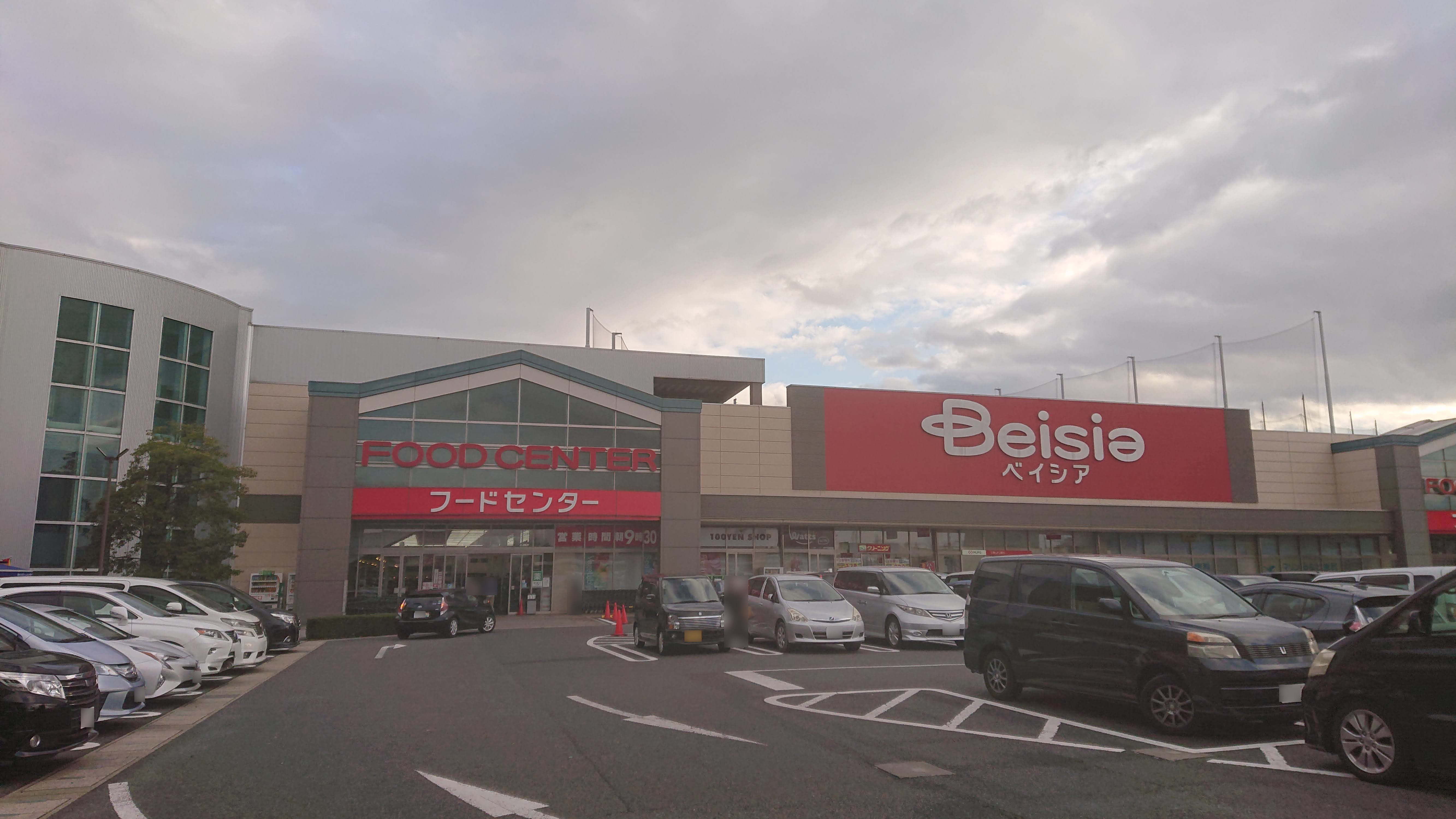
ベイシア名古屋みなと店

当駅はカインズモール名古屋みなとを核店舗とする名古屋港ショッピングモールの西側にある。駅の北側には名古屋臨海高速鉄道の本社事務所がある。駅周辺の北東や南西域は住宅街が、北西側は小規模な工場が広がる。
名古屋市営地下鉄名港線 築地口駅へは徒歩で約30分。路線バスが多数運行されている。
- 名古屋港ショッピングモール
  - カインズモール名古屋みなと
    - カインズ名古屋みなと店
    - ベイシア名古屋みなと店
    - BOOKOFF SUPER BAZAAR カインズモール名古屋みなと店

  - スポーツデポみなと稲永駅前店
  - GOLF5みなと稲永駅前店
  - ガスト名古屋港ショッピングモール店
  - くら寿司名古屋みなと店
  - ポートゴルフエポック
- 名古屋銀行稲永支店
- なごや農業協同組合稲永支店
- 名古屋市港環境事務所
- 名古屋臨海高速鉄道本社事務所
- 十一屋川緑地
- 名古屋市立稲永小学校
- 名古屋市立港西小学校
- 名古屋市立港南中学校
- 名古屋市立宝神中学校
- 金城ふ頭線（名古屋市道金城埠頭線）

## バス路線
最寄りバス停留所は、稲永駅となる。以下の路線バスが乗り入れ、名古屋市交通局、飛島公共交通バスにより運行されている。野跡駅と同様に、金城ふ頭方面と各地へのバスとの乗り継ぎ拠点になっている。稲永駅を起終点とする路線はない。
名古屋市営バス
- 幹名駅2：名古屋駅行、野跡駅行
- 幹築地1：港区役所行、野跡駅行
- 幹築地1：名古屋港行、フェリーふ頭行
- 金山25：金山行、野跡駅行、港区役所行
- 高畑13：八田駅行、港区役所行
- 名港13：港区役所行、多加良浦行

飛島公共交通バス
- 飛島公共交通バス：飛島ふ頭方面行

## その他
地名「稲永」の読み方は、「いなえ」の場合もある（稲永公園・稲永スポーツセンター・稲永ビジターセンターなど）。郵便局は「いなえい」と読むのに対し、銀行の支店（あいち銀行・名古屋銀行）は「いなえ」と読んでいる。なお、名古屋銀行の稲永支店は当駅から徒歩圏内に所在しているが、名古屋市営バス西稲永バス停前に所在していた愛知銀行（現：あいち銀行）の稲永支店は、2023年6月5日に築地口駅近くの港支店内に移転している。
稲永公園（藤前干潟の見学など）は、当駅ではなく一つ先の野跡駅が最寄りである。

## 隣の駅
名古屋臨海高速鉄道
■あおなみ線
荒子川公園駅 (AN08) - 稲永駅 (AN09) - （潮凪信号場） - 野跡駅 (AN10)
- ()内は駅番号を示す。